# Station Cleethorpes
Cleethorpes is een spoorwegstation van National Rail in Cleethorpes, North East Lincolnshire in Engeland. Het station is eigendom van Network Rail en wordt beheerd door First TransPennine Express. 